# Sân bay Matak
Sân bay Matak hay còn gọi là sân bay Anambas là sân bay nằm ở quần đảo Anambas thuộc tỉnh Riau, Indonesia. Sân bay có chuyến thuê bao từ sân bay quốc tế Halim Perdanakusuma dành cho công ty ConocoPhillips.

## Các tuyến bay
| Hãng hàng không   | Các điểm đến                                      |
| ----------------- | ------------------------------------------------- |
| Sky Aviation      | Batam, Tanjung Pinang                             |
| Kal Star Aviation | Karawang, Pontionak, Kotabaru, Jayapura, Mạlengka |